# Advanced Linux Sound Architecture
ALSA (sigles de Advanced Linux Sound Architecture, Arquitectura de so de Linux avançada) és un mòdul del nucli de Linux que substitueix diferents controladors de targetes de so amb un sol dispositiu de controladors el qual té la capacitat de controlar diverses targetes. Algunes de les característiques d'ALSA és l'autoconfiguració de la targeta de so, la possibilitat d'usar diversos sistemes de so, etc.
Algunes eines de so professionals (com el JACK fan servir ALSA com a base per algunes o diverses de les seves característiques.
Liderat per Jaroslav Kysela, el projecte va crear com un controlador de Linux per la targeta de so Gravis Ultrasound el 1998, va ser desenvolupat separat del nucli Linux fins que es va introduir a la branca de desenvolupament 2.5 el 2002 (2.5.4-2.5.5)1. En la versió 2.6 de Linux substitueix l'OSS per omissió.

## Característiques
ALSA va ser dissenyat per suportar algunes característiques, que en el seu temps, encara no suportava OSS:
- Maquinari sintetitzador de MIDIs
- Maquinari mesclador de diversos canals
- Operacions Full-duplex
- Funciona amb multiprocessadors, controladors segurs amb fils

Per proveir aquestes característiques, l'ALSA té una API més gran i més complexa que la d'OSS, però també pot ser més difícil desenvolupar aplicacions que usen ALSA. Tot i així, ALSA ofereix una capa d'emulació OSS, per tant es pot usar una API OSS més simple i portable.
Darrere els controladors de so, ALSA té una biblioteca d'usuari pels desenvolupadors que volen usar les característiques del controlador amb una API de més nivell que la interacció directa amb els controladors del nucli.